# Axel Andersson (friidrottare)
Axel Andersson, född 19 juni 1887 i Sundsvall, död 17 augusti 1951 i Maria Magdalena församling, Stockholm, en svensk friidrottare (medeldistanslöpning). Han tävlade för Hammarby IF.
Andersson deltog vid OS i London 1908 där slogs ut i försöken på 1 500 meter.